# Траханиотовы
Траханиотовы — российский дворянский род, происходящий от византийского рода Тарханиотов.
Род внесён в Бархатную книгу. При подаче документов (февраль 1682) для внесения рода в Бархатную книгу. была предоставлена родословная роспись Траханиотовых.

## Происхождение и история рода
Происходит из Мореи. Дмитрий и Юрий Старый (ум. 1513) Мануиловичи Траханиотовы выехали (1472) в Москву в свите Софьи Палеолог; из них Юрий был послом великого князя к папе в Германию (1489) и в Данию (1510).
Сын Дмитрия, Юрий Малый (ум. 1518), был печатником, а сын его Василий Юрьевич (ум. 1568) — боярином.
О выезде родоначальников в родословной книге из собрания М. А. Оболенского записано: Род Траханиотовых. В лета 6981 (1473) к великому князю Ивану Васильевичу Грозному (одно из прозваний Ивана III Васильевича — Грозный) привезли невесту из Рима царевну Софию Фоминичну, дочь деспота Амарейского царя, а с ней приехали служить Дмитрий и Юрий Манойловы дети греки — а были у деспота в Аммории бояре и государь их пожаловал, велел им себе служить.
В XVII веке многие Траханиотовы были стольниками и воеводами. Род Траханиотовых пресёкся в последней четверти XVIII века.

## Известные представители
- Траханиотов Никифор Васильевич — воевода в Терках (1602).
- Траханиотов Иван Никифорович — московский дворянин (1627—1629), стряпчий (1636), воевода в Нижнем-Новгороде (1628—1630), в Астрахани (1642), в Свияжске (1645—1647).
- Траханиотов Пётр Тихонович — стольник (1627—1640), окольничий (1640).
- Траханиотов Иван Тихонович — стольник (1627—1640), воевода в Муроме (1645—1647), московский дворянин (1658—1677).
- Траханиотов Данила Иванович — стольник (1636—1668), воевода в Торопце (1668) в Царицыне (1674—1675)
- Траханиотов Александр Иванович — стольник (1658—1676), воевода в Торопце (1675).
- Траханиотов Иван Данилович — стряпчий (1672—1676), стольник (1676—1692).
- Траханиотов Роман Александрович — стольник (1680—1692).
- Траханиотов Степан Данилович — стольник (1681—1692).
- Траханиотов Иван Иванович — стольник царицы Прасковьи Фёдоровны (1692).
- Траханиотов Пётр Александрович — стряпчий (1693)[4][5].